# UFA (filmselskab)
 "UFA" omdirigeres hertil. For anden betydning, se Ufa.
UFA GmbH (i daglig tale blot UFA) er et tysk film- og tv-produktionsselskab ejet af det tyske mediekonglomerat Bertelsmann. Navnet stammer fra det tidligere Universum-Film Aktiengesellschaft, der fra 1917 til 1945 var den førende tyske filmvirksomhed med hovedsæde i Babelsberg. Navnet UFA blev genoplivet af Bertelsmann i 1964 i et nyt selskab, UFA GmbH, der ingen relation havde til det oprindelige Universum-Film.
Det oprindelige UFA blev grundlagt som Universum-Film Aktiengesellschaft den 18. december 1917 oprindeligt på initiativ fra Kejserriget Tysklands hærledelse, da det blev vurderet, at Ententemagterne havde en fordel af sine propagandafilm.
I marts 1927 overtog den tyske forretningsmand og senere minister i Hitlers regering, Alfred Hugenberg, UFA. Han overførte senere ejerskabet til Nazipartiet. I 1942 blev den tyske filmindustri under "Gleichschaltung" slået sammen under ét samlet nazi-kontrolleret selskab, UFA-Film GmbH (Ufi), med hovedkontor i Berlin. Efter Tysklands nederlag i krigen blev selskabet opløst. Aktiviteterne i Babelsberg i Potsdam blev omdannet til DDR's statslige filmselskab DEFA. UFA blev søgt genetableret i Vesttyskland i 1956 som Universum Film AG, men det nye selskab gik kort efter konkurs.
I 1964 købte Bertelsmann aktiviteterne ud af konkursboet tillige med UFA-Filmtheaterkette, en kæde af biografer.
I 1997 etablerede UFA sammen med sin konkurrent fra Luxembourg, CLT, et fælles joint venture, CLT-UFA, der efter at have overtaget britiske Pearson Television i 2000 blev omdannet til RTL Group. I dag (2023) er UFA GmbH (UFA) et datterselskab i RTL Groups produktionsafdeling FremantleMedia, og står for alle Bertelsmanns og FremantleMedias produktioner i Tyskland.

## Historie

### Grundlæggelse i 1917
Et tidligt skridt mod grundlæggelsen af UFA blev taget under 1. verdenskrig den 13. januar 1917 af Tysklands generalstab med oprettelsen af Bild- und Filmamt (Bufa). Bufa blev skabt, da hæren mente, at Tysklands fjender havde en fordel på filmpropaganda, og Bufa fik til opgave at producere og distribuere film til propagandaformål. Generalstabens planer – især Erich Ludendorffs planer – gik imidlertid langt ud over oprettelsen af Bufa. Ludendorff ønskede et stort statskontrolleret filmselskab, der skulle tjene Kejserrigets nationale interesser. I denne ånd blev Universum-Film AG (UFA) grundlagt i Berlin den 18. december 1917 med en sammenlægning af privatejede filmselskaber. Der blev indskudt 25 millioner Reichsmark af bl.a. krigsministeriet og Deutsche Bank. Bestyrelsesformand for det nye selskab var Deutsche Bank-direktør Emil Georg von Stauß.
Kernen i det nye UFA bestod af tre sammenlagte filmselskaber:
- Messter Film, ejet af Oskar Messter, en prominent tysk filmproducent[5]
- Projektions-AG „Union“, (PAGU) med studier og ca. 50 biografer.[5]
- Den tyske del af Nordisk Films Compagnie, herunder produktionsselskabet Nordische Films og flere biografer. Nordisk Films tyske distributionsselskab blev købt af UFA i 1918.[6][7]

I de følgende år opkøbte Universum-Film AG yderligere en række tyske filmselskaber og -virksomheder, bl.a. May-Film, Greenbaum-Film og Decla-Bioscop.

### Stumfilmæraen (1918–1930)
Da Tyskland under første verdenskrig havde været – og fortsat stort set var – afskåret fra import af udenlandske film, havde det nye selskab ideelle betingelser for at sætte sig på det tyske marked.
UFA's opgave var på tidspunktet for grundlæggelsen af producere film – spillefilm, dokumentarfilm, kulturfilm og ugentlige nyhedsfilm (ugerevyer) – der skulle fungere som propaganda for Tyskland i udlandet. Der var dog internt i UFA uenighed om denne strategi, og det lykkedes repræsentanterne fra Deutsche Bank at gennemtvinge, at selskabet skulle drive kommerciel filmvirksomhed fremfor at forfølge militære og politiske formål. I stedet for propagandafilm producerede UFA nu omfattende underholdningsfilm såsom Sumurun instrueret af Ernst Lubitsch (1920).
UFA blev privatiseret i 1921 og producerede på det tidspunkt hovedparten af de tyske spillefilm. I 1922 blev de store filmstudier i Neubabelsberg (dagens Babelsberg Studio) og på Oberlandstraße i Berlin-Tempelhof taget i brug til filmproduktion. I 1923, efter Decla-Bioscop AG og andre blev overtaget, blev Erich Pommer leder af alle produktionsaktiviteter og opdagede og fostrede mange stjerner, herunder Emil Jannings, Pola Negri, Conrad Veidt og Lya de Putti. I denne periode med stumfilm var UFA førende indenfor tysk ekspressionisme og oplevede et yderligere boom og blev med film som Doktor Caligaris Kabinet (1920), Dr. Mabuse, spilleren (1922), Die Nibelungen (1924), Variety (1925) og Faust (1926) en konkurrent til Hollywoods produktioner. I 1926 blev faciliteterne udvidet ved opførelsen af Europas største studiesal, og tysk film gennemgik hvad der betegnes Den tyske filmguldalder.

### Hugenberg (1927–1933)
I 1927 befandt UFA sig i alvorlige økonomiske problemer. Efter stabiliseringen af den tyske valuta med begyndelsen af november 1923 gik den tyske filmindustri generelt ind i en kriseperiode: eksporten af tyske film gik i stå på grund af lave avancer, og det tyske marked blev igen interessant for de amerikanske filmselskaber. UFA's økonomiske problemer blev forværret, da produktionsomkostningerne ved to store produktioner, Nibelungen og Metropolis i 1924-1926 løb løbsk. UFA indgik i december 1925 en aftale med de amerikanske filmstudier Paramount Pictures og Metro-Goldwyn-Mayer, hvorefter UFA lånte 4 millioner dollars mod til gengæld at stille 75% af kapaciteten i UFA's biografter til amerikanernes rådighed. Til gengæld ville Paramount og MGM vise UFA's produktioner i deres amerikanske biografkæder, men I realiteten blev UFA's film kun distribueret i begrænset omfang i USA.
I marts 1927, da UFA stod over for konkurs, købte Alfred Hugenberg – formand for Deutschnationale Volkspartei og ejer den magtfulde af Scherl-Gruppen – virksomheden, og Hugenberg indtrådte som formand for selskabets bestyrelse. UFA fik genforhandlet kontrakten med Paramount og MGM, hvilket reducerede UFA's produktionsforpligtelser og reducerede antallet af amerikanske produktioner i UFA's tyske biografer fra 75 til 33 procent. Kontrakten blev ophævet i 1932.
I 1928 blev Erich Pommer afløst som produktionschef af Ernst Hugo Correll, der førte virksomheden gennem overgangen fra stumfilm til tonefilm. UFA opnåede store kunstneriske succeser med film som Fritz Langs Metropolis (optaget som UNESCO "Memory of the World Register") og Kvinden på Månen, der begge i dag anses som klassikere. I 1930 fik UFA verdensomspændende succes med filmen Den blå engel med Marlene Dietrich og Emil Jannings i hovedrollerne.

### Nazificering (1933–1937)
UFA oplevede stor kommerciel succes under Nazitiden, ikke mindst grundet den tyske regerings protektionistiske tiltag, der skærmede UFA mod konkurrence fra udlandet. UFA ekspanderede i udlandet med produktionsfaciliteter i Frankrig, Belgien og andre lande, og i 1938 kom en tredjedel af omsætningen fra udlandet.
UFA's ejer og formand Hugenberg var indtrådt i Hitlers første regering i januar 1933 som økonomiminister og stillede velvilligt UFA til rådighed for Joseph Goebbels' propagandamaskine på trods af, at Hitler i juni 1933 havde fjernet Hugenberg om formand for UFA. Forinden havde UFA den 29. marts 1933 fyret alle jødiske ansatte, inden nazi-regimet i sommeren 1933 forbød jøder at arbejde i alle tyske filmstudier.

### Nationalisering (1937–1941) og statsmonopol UFI (1942-1945)
Propagandaminister Joseph Goebbels bragte systematisk UFA og alle andre medievirksomheder under det tyske propagandaministeriums kontrol. Den 18. marts 1937 blev Hugenbergs selskab tvunget til at sælge alle sine aktier i UFA til Cautio Treuhand GmbH, et kvasi-statsligt holdingselskab under Goebbels' kontrol. Overdragelsen til Cautio Treuhand betød, at UFA reelt blev nationaliseret. I maj 1937 blev der nedsat et "kunstudvalg" ledet af Carl Froelich, men i praksis kontrolleret af Goebbels. Udvalget fik direkte indflydelse på UFA's produktionsplanlægning; hvilket indskrænkede produktionschef Ernst Hugo Corrells arbejde. I 1939 blev Correll fyret efter at have nægtet at tilslutte sig nazipartiet.
På tidspunktet for nationaliseringen rådede UFA over 27 filmstudier, heraf ni var i Neubabelsberg (Potsdam-Babelsberg), og syv af dem i Berlin-Tempelhof. UFA havde også to dubbingstudier, et mixestudie, to animationsstudier, to studier til reklamefilm, et til tegnefilm og et lille træningsatelier.
Den 10. januar 1942 blev UFA et datterselskab i det tyske statsejede UFA-Film GmbH (UFI), som overtog alle aktiviteter i den tyske filmindustri. De tyske filmselskaber blev opløst eller overtaget af UFA under UFI. Filmproduktion i de lande som Tyskland havde besat under krigen, blev også lagt ind under UFI.

#### Dansk datterselskab UFA Film A/S
UFA oprettede efter den tyske besættelse af Danmark et dansk datterselskab, UFA Film A/S, der producerede ugerevyer til det danske publikum. Filmene, Dansk Film-Avis, viste aktuelle filmklip produceret i Danmark og i Tyskland. Ugerevyerne blev vist i danske biografer under besættelsen og præsenterede nyheder med en tysk propagandavinkel.

## Efter 2. verdenskrig: Opløsning og fortsættelse i øst og i vest
I slutningen af april 1945 rykkede den røde hær ind i Berlin og UFA studier i Potsdam-Babelsberg og Berlin-Tempelhof blev besat af hæren. Da Nazityskland kapitulerede i begyndelsen af maj, udstedte militæradministrationen et dekret, der forbød filmproduktion i Tyskland, og den 14. juli 1945 udstedtes et dekret, hvorefter al filmproduktionsudstyr tilhørende UFA skulle beslaglægges. Produktion af film i det besatte Tyskland kunne kun ske efter forudgående tilladelse, og alle film var underlagt censur.
Den sovjetiske militæradministration i den sovjetiske besættelseszone ønskede en hurtig genopbygning af den tyske filmindustri under sovjetisk overvågning og genetablerede i maj 1946 UFA's studier i Babelsberg under organisationen Deutsche Film-Aktiengesellschaft (DEFA), der allerede i slutningen af 1945 gik i gang med indspilningen af en af de første tyske film efter kapitulationen, Morderne iblandt os (Die Mörder sind unter uns), optaget i studierne i Babelsberg og i studierne Berlin-Johannisthal og udsendt i 1946 i Tyskland, Storbritannien og USA. Sovjetunionen konfiskerede tillige mange af UFA's produktioner fra UFA's arkiver, hvorefter filmene blev eftersynkroniseret med russisk tale og udgivet i USSR. Samtidig sendtes flere sovjetiske film til Østtyskland med henblik på indspilning af versioner med tysk tale, der kunne vises i tyske biografer.
I modsætning til den sovjetiske tilgang, havde de vestlige besættelsesmagter ikke noget ønske om at genopbygge tysk filmindustri. Genopbygningen af filmindustrien i de vestlige besættelseszoner gik således langsomt. UFA's rygte var endvidere stærkt kompromitteret af det tætte samarbejde med naziregimet, og de tyske spillefilm der blev indspillet i de vestlige besættelseszoner og senere i Vesttyskland var produceret af andre nystartede filmselskaber.
Først i 1956 blev resterne af UFA i Vesttyskland privatiseret. Et konsortium af banker med Deutsche Bank i spidsen grundlagde et nyt Universum-Film AG med produktionsfaciliteter i Berlin-Tempelhof. Det nye UFA's første film udkom var en kort dokumentarfilm, Am Seidenen Faden, der blev udsendt i 1995. Den første spillefilm fra det nye UFA kom i 1958 med titlen Stefanie. Filmen var instrueret af Josef von Baky, der havde instrueret UFA's storstilede jubilæumsfilm fra 1942 Münchhausen.

### Bertelsmann (1964-)
I 1964 købte Bertelsmann Universum-Film AG samt UFA's biografer. For at forhindre salg af filmrettighederne til de gamle UFA-film etablerede den tyske forbundsregering og repræsentanter fra filmindustrien en fond, Friedrich Wilhelm Murnau Stiftung, i Wiesbaden, der i 1966 erhvervede rettighederne til de gamle UFA og Bavaria Film. I 1972 købte Riech Group UFA's biografkæde, men fortsatte med at drive dem under UFA's logo gennem en licensaftale med Bertelsmann.
Under ledelse af Werner Mietzner fik virksomheden en renæssance i produktioner hos UFA Fernsehproduktion. Med lanceringen af tv-produktion og distribution i 1984 samlede Bertelsmann-koncernen sine film- og tv-aktiviteter i en ny virksomhed - UFA Film und Fernseh GmbH i Hamborg - som også havde investeringer i radio- og tv-stationer som RTL og Premiere. De etablerede og markedsførte også nye film- og sportsrettigheder.
Produktionsselskaberne tilhørende UFA Berlin kom i 1991 under ledelse af Wolf Bauer, Norbert Sauer og Axel Reick, der udviklede UFA Film & TV Produktion til det største produktionsselskab i Tyskland, nu skrevet i store bogstaver UFA. UFA producerer bl.a. tv-film og serier, lette underholdningsformater, sæbeoperaer m.v. Virksomheden udsender over 2.800 timers indhold hvert år. I begyndelsen af 1997 fusionerede holdingselskabet UFA Hamburg (i dag Köln) med CLT i Luxembourg for at danne CLT-UFA. I april 2000 overtog CLT-UFA britiske Pearson TV og oprettede RTL Group, hvori Bertelsmann siden 2001 har ejet aktiemajoriteten. Alle produktionsaktiviteter i RTL Group er konsolideret ind i FremantleMedia. UFA er holdingselskabet af alle FremantleMedias produktionsaktiviteter i Tyskland.